# Kwethluk River
Der Kwethluk River ist ein 137 Kilometer langer linker Nebenfluss des Kuskokwim Rivers im südwestlichen Interior des US-Bundesstaats Alaska.

## Verlauf
Die Quelle des Flusses liegt in den Wood River Mountains westlich des Wood-Tikchik State Parks. Er fließt nordwestwärts bis zur Mündung in den Kuskokwim River bei Kwethluk, 16 Kilometer östlich von Bethel, im Yukon-Kuskokwim-Delta.

## Name
Die Bezeichnung der Eskimos für den Fluss wurde 1898 von W. S. Post vom United States Geological Survey (USGS) auf Basis von Aussagen von John Henry Kilbuck, einem Missionar der Herrnhuter Brüdergemeine, als „Kwiklimut“ oder auch „Kwikluk“ aufgezeichnet. Die heutige Schreibweise wurde 1915 von A. G. Maddren, ebenfalls vom USGS, eingeführt.